# Aubrey Morgan O'Day
Aubrey O'Day, née le 11 février 1984 à San Francisco, est une chanteuse de RnB américaine. Elle est aussi actrice, danseuse, parolière, styliste et membre du groupe Danity Kane. À la suite d'une dispute avec P. Diddy, Aubrey quitte le groupe. Mais celui-ci est réuni en 2013. Elle a posé pour des magazines tels que Blender et Playboy. Elle a aussi joué sur Broadway dans Hairspray et fait des apparitions dans des émissions de télé réalité. En 2011, elle signe un contrat chez SRC/Universal Motown Records, et son premier EP Between Two Evils sort en 2013. Aubrey est désormais membre du duo "dumblonde".

## Enfance
Aubrey O'Day a développé une passion pour le chant à l'âge cinq ans, après avoir chanté sur scène pour la première fois. Elle a interprété des personnages principaux dans diverses comédies musicales: Dorothy dans Le Magicien d'Oz, Sandy dans Grease, Carmen dans Fame[Lequel ?], Annie[Lequel ?] dans le spectacle du même nom. Elle est allée au lycée de La Quinta. Plus tard elle s'est spécialisée en science politique à l'Université de Californie, et était un membre de la sororité Alpha Chi Omega (en).

## Carrière

### 2004–08: Making the Band 3 et Danity Kane

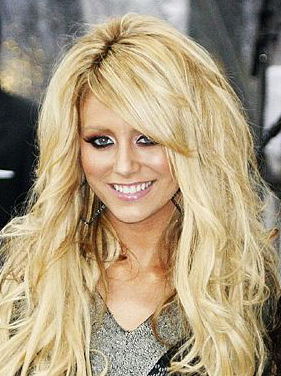
Aubrey O'Day en 2007.

Aubrey fut découverte en 2004 dans Making The Band (en), fondé par P. Diddy, et est vite devenue la star du programme. Durant la saison 2 de MTB, alors que la compétition battait toujours plein, Aubrey fut contactée par le magazine Blender afin de poser pour leur numéro de septembre 2005. Aubrey leur a fait part de son anxiété au sujet de la compétition. « C'est dur de rester dans une pièce et de savoir que le rêve que tu vise est entre les mains d'une personne. » O'day a laissé de côté l'université pour participer à la compétition. Après l'avoir vue danser, Combs était convaincu qu'Aubrey avait des origines Africaines. Il eut encore plus ce sentiment après l'avoir entendue chanter une version de At Last dans un club durant la première saison de l'émission. Au fil du temps, les téléspectateurs ont vu en elle son charisme naturel, ce qui l'a aidée à vite devenir la concurrente préférée des juges et des fans. Johnny Wright, le manager des Backstreet Boys et NSYNC, qui a servi de juge lors de la compétition, est resté sur la première audition d'Aubrey à Los Angeles, il savait qu'elle était une « star ». 

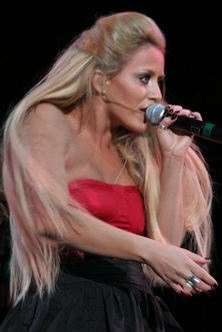
Aubrey O'Day en 2009.

O'day fut le premier membre inclus dans le groupe. Le groupe devint Danity Kane, et leur premier album sortit le 22 août 2006, et fut #1 au Billboard 200. Le groupe fit la première partie de la tournée de Christina Aguilera Back to Basics Tour aux États-Unis avec les Pussycat Dolls à leurs côtés.
La célébrité d'Aubrey et son physique attirèrent les magazines, ce qui l'aida à élargir sa carrière au-delà du groupe. En plus de ses autres projets musicaux, elle a posé pour plusieurs magazine sexy. Dans l'épisode du 28 août 2008, du fait de son image trop « sexuelle », Combs appela Aubrey « L'une des pires danseuses de Danity Kane ». Il lui dit qu'elle ne ressemblait plus à la fille qu'il avait signée et qui était l'une des meilleures. Combs accusa O'Day d'essayer de grimper en notoriété à l'instar du groupe. Il dit aussi « qu'elle aimait montrer sa poitrine et avoir de longs cheveux ». Faisant référence à un incident où elle frotta sa poitrine sur le bras d'un animateur télé. Furieux, Combs se demanda à la télévision pourquoi il la garderait dans le groupe.
Quand on discute de sa carrière, Aubrey se décrit toujours en tant que membre d'un girlsband. Le 14 octobre 2008, dans Making The Band, le départ d'O'Day est confirmé, ainsi que le départ de sa partenaire D.Woods. Dans la partie « en direct » de l'épisode, Combs a expliqué la raison pour laquelle il a laissé Aubrey partir : elle n'était plus la fille qu'il avait signée, sa célébrité l'avait changée. Aubrey déclara : « Je préfère être détestée tous les jours de ma vie pour être une personne vraie, plutôt qu'être aimée pour une personne que je ne suis pas ».

### 2008-2012: carrière solo et retour à la télé-réalité
O'day interpréta le rôle d'Amber Van Tussle dans la comédie musicale de Broadway Hairspray le 16 juillet 2008. Elle apparut en 2009 dans la comédie américaine American High School. Récemment, elle a poursuit sa carrière solo. En studio avec Shanell Woodgette, ainsi que le producteur Maestro, pour enregistrer une version revisitée du hit Party All the Time. Elle a sorti un titre intitulé Never Fallin et rejoint le casting de Peepshow (en), une comédie musicale de Jerry Mitchell, dans laquelle elle incarne le rôle de « Peep Diva » au Planet Hollywood Resort & Casino à Las Vegas de septembre à décembre 2009. Aubrey fit un featuring sur le single de Donnie Wahlberg I Got It.
En avril 2009, après la finale de Making The Band, O'Day révéla qu'elle était sur le point d'avoir sa propre émission de télé-réalité, et qu'elle serait tournée durant le printemps 2010. Le show appelé All About Aubrey (Tout sur Aubrey), débuta le 7 mars 2011 sur la chaîne Oxygen. Aubrey sortit son premier single solo Automatic le 12 avril 2011 et en a vendu 50 000 copies, ce qui lui permit d'atteindre le Top 20 sur iTunes seulement 2 heures après sa sortie.
O'Day fut également « virée » par Donald Trump dans la saison 5 de The Celebrity Apprentice qui démarra le 19 février 2012 sur NBC. Avant d'être virée, O'Day reçut beaucoup de critiques négatives sur son comportement durant la compétition : elle était décrite comme « narcissique, nombriliste, mauvaise et vicieuse » par les médias et télé-spectateurs.
Le 23 avril 2012, un nouveau single intitulé Wrecking Ball sort sur iTunes et se vent à 3 000 copies la première semaine. Le clip sort le 26 septembre 2012 sur Vevo.

### 2012-2014: le retour de Danity Kane
En 2012, O'Day annonce qu'elle est sur le point d'enregistrer son premier EP solo, Between Two Devils. Le 31 décembre, avant sa sortie, elle participe à un concert organisé par Krave Massive. Elle y chante Love Me When You Leave, Let Me Lay et Before I Drown. Son EP sort sur iTunes le 13 août 2013 et atteint la sixième place du classement iTunes US.
Milieu 2013, certaines rumeurs affirment que le groupe Danity Kane est sur le point de se reformer. Le 25 août 2013, lors des MTV Video Music Awards 2013, elles annoncent leur retour (sans D.Woods qui ne rejoindra pas le groupe). Elles sortiront un nouveau single intitulé Rage dans les mois qui suivent.
Le 8 août 2014, une bagarre éclate entre Aubrey et Dawn Richard lors d'une session studio. La semaine suivante, Aubrey et Shannon Bex annoncent publiquement la séparation du groupe.
En septembre 2014, Aubrey et Shannon annoncent via Instagram et Twitter que leur troisième album intitulé DK3 sortira le 27 octobre malgré la dissolution du groupe.

### 2015 - Présent: nouveau groupe "Dumblonde" et participation àCelebrity Big Brother
Mars 2015, Aubrey et Shannon Bex annoncent officiellement former ensemble un nouveau groupe, "Dumblonde".
Début 2015, il est annoncé qu'Aubrey participera avec son petit ami Travis, à l'émission de télé-réalité Marriage Bootcamp : Reality Stars diffusée sur WE tv courant 2015
Juillet 2015, le groupe annonce la date de sortie officielle de leur premier album éponyme. L'album est prévu pour le 25 septembre 2015. L'album est disponible en pré-commande sur iTunes et 5 titres ont été dévoilés. White Lightning, Eyes On Horizon, Tender Green Life, Remember Me et Dreamsicle.
Le même mois, il est annoncé sur le blog de Perez Hilton, que le groupe reviendrait à ses racines avec une toute nouvelle télé-réalité. L'émission suivra Aubrey et Shannon tenter de reconquérir l'industrie musicale.
En août 2016 elle participe à la 18e saison de l'émission de télé réalité anglaise Celebrity Big Brother, avec notamment Samantha Fox. Elle atteint la finale du jeu, le 30e jour.

## Autres travaux

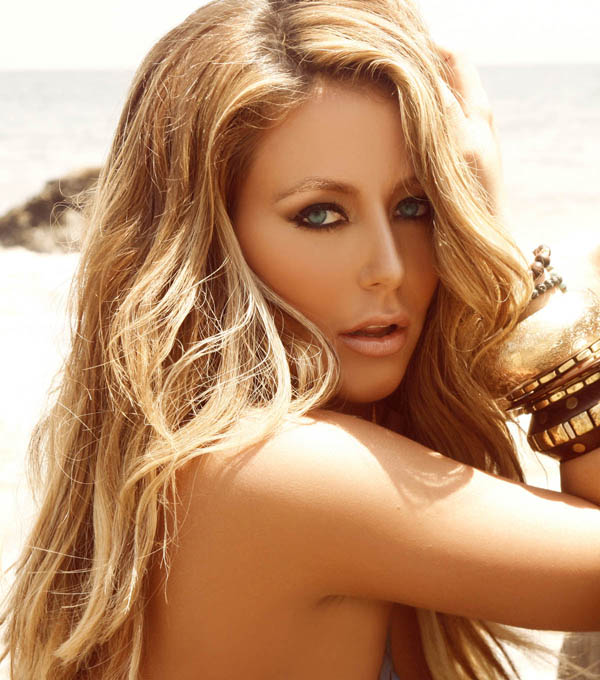
Aubrey O'Day le 24 janvier 2013.

En 2008, Aubrey se positionne à la 86e place des femmes les plus sexy du magazine Maxim et à la 81e place de classement Hottest people du magazine Blender.
En janvier 2008, elle fit un caméo dans le clip de la chanteuse Estelle Pretty Please. Au vu de son succès, Aubrey lance sa propre ligne de vêtements, T-shirts et accessoires disponibles uniquement en ligne. Elle a posé topless pour la revue masculine Complex au mois de novembre.
La même année, Aubrey fit une apparition dans l'émission de télé-réalité de 50 Cent The Money and The Power. Plus tard, elle accepte de faire la couverture de Playboy pour le numéro de mars 2009. Elle a également fait la couverture des magazines  J'adore, Image, Palm Springs Life, King, Right On!, Dub, Envy, GQ, In Touch Weekly et Us Weekly. En 2013, elle était l'une des juges dans l'épisode 8 de la saison 5 de l'émission de RuPaul RuPaul's Drag Race.

## Vie privée et activités
Aubrey a travaillé avec beaucoup d'organisations et a beaucoup voyagé afin d'aider des camps de réfugiés, des orphelinats et des enfants atteints du Sida. Elle a été volontaire pour The Pink Project, une œuvre de charité luttant contre le cancer du sein et a aidé les victimes de l'ouragan Katrina. Elle a aussi créé sa propre organisation, Fighting Aids Now (Luttons contre le Sida), dont le but est d'offrir une aide thérapeutique et un accès à la culture artistique aux enfants hospitalisés.
Alors qu'elle était encore en compétition pour intégrer le groupe Danity Kane, O'Day fut très proche d'une autre candidate de l'émission, Aundrea Fimbres. Elles passèrent 2 saisons de l'émission ensemble et ont gagné beaucoup de fans loyaux avant que Combs les intègrent au groupe. Aubrey la première et Aundrea la dernière.
Dans The Wendy Williams Show le 12 août 2008, O'Day affirme qu'elle était précédemment sortie avec DJ Cassidy. Elle démentit les rumeurs selon lesquelles elle aurait eu recours à la chirurgie esthétique ou qu'elle sortirait avec son boss P. Diddy. En septembre 2008, elle confit au magazine Complex qu'elle aime regarder des films pornos de temps en temps.
En août 2008, lors d'une interview pour le site web broadway.com, elle affirme qu'elle est agacée que les gens s'interrogent sur sa sexualité et explique qu'elle cherche une « incroyable passion et un amour sincère, non pas un genre ». Dans l'émission Chelsea Lately, quand on la questionne sur sa bisexualité, elle répond : « Généralement, je n'aime pas me coller une étiquette, je veux trouver une personne pour laquelle je suis passionnée, et je ne veux pas me limiter à un seul genre. »
Durant les élections présidentielles aux États-Unis en 2008, Aubrey a soutenu Barack Obama. Elle se bat également pour les droits des homosexuels et a choisi Gay, Lesbian and Straight Education Network (GLSEN) comme association caritative dans l'émission The Celebrity Apprentice.
Plusieurs sources lui prêtent une liaison avec Donald Trump, Jr. entre 2011 et mars 2012.
Elle a depuis 2013 une relation avec le chanteur Travis Michael Garland (en).

## Télévision
- 2004-2008 : Making the Band 3 (en) (MTV)
- 2010 : The Aubrey O'Day Show Télé-réalité proposée pour la chaîne VH1 mais non retenue.
- 2011 : All About Aubrey
- 2012 : The Celebrity Apprentice saison 5
- 2015 : Marriage Bootcamp : Reality Stars
- 2016 : Celebrity Big Brother saison 16
- 2024 : Baddies Carribean